# Golden Brown
Golden Brown is een nummer van de Britse band The Stranglers, die begonnen als punkband maar met singles als Golden Brown en La Folie hun punkstatus kwijtraakten. In Golden Brown experimenteert de band met andere stijlen, zoals pop en new wave, wat door veel punkers niet gewaardeerd werd. Kenmerkend voor Golden Brown is naast het gebruik van een klavecimbel door toetsenist Dave Greenfield, het walsritme (een driekwartsmaat), dat in de instrumentale introductie (herhaald als soort refrein) na elke drie maten wordt afgewisseld met een vierkwartsmaat. Het nummer is afkomstig van hun derde studioalbum La Folie uit 1981. Op 11 januari 1982 werd het nummer eerst in het Verenigd Koninkrijk en Ierland op single uitgebracht en in februari volgden het Europese vasteland, Australië en Nieuw-Zeeland. Op 18 maart 1991 werd het nummer op cd-single en cassette-single uitgebracht. 

## Achtergrond
De plaat werd een hit in een aantal landen in Europa en in Australië. In thuisland het Verenigd Koninkrijk bereikte de plaat de 2e positie in de UK Singles Chart, Ierland de 3e, Australië de 10e, Duitsland de 63e en Frankrijk de 73e positie.
In Nederland werd de plaat begin 1982 veel gedraaid op Hilversum 3 en werd een grote hit in de destijds drie landelijke hitlijsten op de nationale publieke popzender. De plaat bereikte de 8e positie in de Nederlandse Top 40, de 10e positie in de Nationale Hitparade en piekte op de 7e positie in de TROS Top 50. In de Europese hitlijst op Hilversum 3, de TROS Europarade, werd de 16e positie bereikt.
In België bereikte de plaat de 7e positie in de voorloper van de Vlaamse Ultratop 50 en de 12e positie in de Vlaamse Radio 2 Top 30. In Wallonië werd géén notering behaald.
De plaat Golden Brown werd een klassieker, die sinds de allereerste editie in december 1999 onafgebroken staat genoteerd in de jaarlijkse  NPO Radio 2 Top 2000 van de Nederlandse publieke radiozender NPO Radio 2, met als hoogste notering tot nu toe een 335e positie in 2013.
De melodie werd in 2005 nog  gebruikt door de eveneens Britse band Oasis voor hun nummer Part of the Queue van het album Don't Believe The Truth.
Er is veel controverse rondom de betekenis van de tekst geweest. In zijn boek "The Stranglers Song By Song" uit 2001 verklaart Hugh Cornwell dat het nummer zowel over heroïne als een meisje gaat, die hem allebei plezier verschaften.
De plaat werd ook gebruikt in de speelfilm Snatch en de televisieserie The Umbrella Academy.

## Hitnoteringen

### Nederlandse Top 40
| Hitnotering: 13-02-1982 t/m 03-04-1982 | Hitnotering: 13-02-1982 t/m 03-04-1982 | Hitnotering: 13-02-1982 t/m 03-04-1982 | Hitnotering: 13-02-1982 t/m 03-04-1982 | Hitnotering: 13-02-1982 t/m 03-04-1982 | Hitnotering: 13-02-1982 t/m 03-04-1982 | Hitnotering: 13-02-1982 t/m 03-04-1982 | Hitnotering: 13-02-1982 t/m 03-04-1982 | Hitnotering: 13-02-1982 t/m 03-04-1982 | Hitnotering: 13-02-1982 t/m 03-04-1982 |
| Week:                                  | 1                                      | 2                                      | 3                                      | 4                                      | 5                                      | 6                                      | 7                                      | 8                                      |                                        |
| -------------------------------------- | -------------------------------------- | -------------------------------------- | -------------------------------------- | -------------------------------------- | -------------------------------------- | -------------------------------------- | -------------------------------------- | -------------------------------------- | -------------------------------------- |
| Positie:                               | 38                                     | 22                                     | 18                                     | 9                                      | 8                                      | 10                                     | 23                                     | 37                                     | uit                                    |

### Nationale Hitparade
| Hitnotering: 13-02-1982 t/m 03-04-1982 | Hitnotering: 13-02-1982 t/m 03-04-1982 | Hitnotering: 13-02-1982 t/m 03-04-1982 | Hitnotering: 13-02-1982 t/m 03-04-1982 | Hitnotering: 13-02-1982 t/m 03-04-1982 | Hitnotering: 13-02-1982 t/m 03-04-1982 | Hitnotering: 13-02-1982 t/m 03-04-1982 | Hitnotering: 13-02-1982 t/m 03-04-1982 | Hitnotering: 13-02-1982 t/m 03-04-1982 | Hitnotering: 13-02-1982 t/m 03-04-1982 |
| Week:                                  | 1                                      | 2                                      | 3                                      | 4                                      | 5                                      | 6                                      | 7                                      | 8                                      |                                        |
| -------------------------------------- | -------------------------------------- | -------------------------------------- | -------------------------------------- | -------------------------------------- | -------------------------------------- | -------------------------------------- | -------------------------------------- | -------------------------------------- | -------------------------------------- |
| Positie:                               | 29                                     | 21                                     | 17                                     | 13                                     | 10                                     | 12                                     | 23                                     | 42                                     | uit                                    |

### TROS Top 50
Hitnotering: 04-02-1982 t/m 01-04-1982. Hoogste notering: #7 (1 week).

### TROS Europarade
Hitnotering: 28-02-1982 t/m 03-04-1982. Hoogste notering: #16 (1 week).

### NPO Radio 2 Top 2000
| Nummer met noteringen in de NPO Radio 2 Top 2000 | '99 | '00 | '01 | '02 | '03 | '04 | '05 | '06 | '07 | '08 | '09 | '10 | '11 | '12 | '13 | '14 | '15 | '16 | '17 | '18 | '19 | '20 | '21 | '22 | '23 | '24 |
| ------------------------------------------------ | --- | --- | --- | --- | --- | --- | --- | --- | --- | --- | --- | --- | --- | --- | --- | --- | --- | --- | --- | --- | --- | --- | --- | --- | --- | --- |
| Golden Brown                                     | 422 | 390 | 452 | 425 | 404 | 382 | 463 | 386 | 430 | 405 | 454 | 467 | 441 | 430 | 335 | 457 | 434 | 580 | 514 | 462 | 465 | 471 | 468 | 484 | 505 | 490 |

1. ↑  Een vetgedrukt getal geeft de hoogste notering aan.